# 좋은사람 (2016년 드라마)
《좋은사람》은 2016년 5월 2일부터 이듬해 10월 28일까지 방영된 MBC 아침 드라마이다.

## 기획 의도
사람에게서 받은 상처와 아픔을 사랑으로 치유하고, 결국엔 '사람이 희망'이라는 메시지를 전하는 드라마.

## 등장 인물

### 주요 인물
- 우희진(윤정원)
- 현우성(석지완) : 옥심 회장 운전기사

### 차씨 일가
- 이효춘(차옥심) : 대영그룹 회장
- 남경읍(차만구) : 옥심 동생, 대영그룹 전무
- 정애리 → 오미희(차승희)[1] : 옥심 딸, 대영그룹 상무
- 독고영재(홍문호) : 옥심 사위, 승희 남편, 법무법인 문 대표, 대영그룹 고문변호사
- 장재호(홍수혁) : 옥심 외손자, 승희&문호 아들
- 강성미(차경주) : 만구 딸

### 정원의 주변 인물
- 권재희(송금순) : 정원 양모
- 명지연(윤정화) : 정원 언니, 금순 장녀
- 서우진(이영훈) : 정원 남편
- 박정수(박미선) : 정원 시어머니, 영훈 어머니
- 이민호(이예준) : 정원&영훈 아들
- 이효춘(변춘자 여사)

### 석지완의 주변인물
- 이화영(강진숙) : 지완 어머니

### 그 외 인물
- 이재훈(박명수)
- 김현주(김은애)
- 서성광(변 비서)
- 장재원(변동식)
- 이상이(정 비서)
- 천세명(지나 킴)
- 전헌태(오 과장)
- 김영석(소장)
- 장준호(의사)
- 김기연(윤 변호사)
- 김광현(형사)
- 장희웅(에릭 윤)
- 이슬아(유나)
- 김슬기(오 과장)
- 이정성(임원)
- 유상재(성 변호사)
- 한소하, 홍원표, 신재도, 현정애, 정수인, 박경혜, 이태검
- 함진성(보안 요원)

### 특별출연
- 지승현(아나운서) (3회)
- 정윤혜(세라) (4회)
- 진예솔(지완 맞선녀) (8회)
- 원종례(에릭 윤의 어머니) (50회)

### 우정출연
- 최지원(어린 차승희)

## 결방&연장(2016)
- 8월 5일 : 2016년 하계 올림픽 축구 〈대한민국 VS 피지〉 중계방송으로 인해 결방[2]
- 8월 9일 : 2016년 하계 올림픽 여자 배구 〈대한민국 VS 러시아〉 중계방송으로 인해 결방
- 8월 11일 : 2016년 하계 올림픽 펜싱 여자 에페 중계방송으로 인해 결방[3]
- 8월 15일 : 2016년 하계 올림픽 배드민턴 혼복 8강전 중계방송으로 인해 결방[4]
- 8월 16일 : 2016년 하계 올림픽 탁구, 배드민턴, 육상 중계방송으로 인해 결방
- 8월 17일 : 2016년 하계 올림픽 육상 중계방송으로 인해 결방
- 8월 19일 : 2016년 하계 올림픽 태권도 중계방송으로 인해 결방[5]
- 8월 22일 : 2016년 하계 올림픽 폐회식 방송으로 인해 결방
- 방송 분량이 120부작에서 2회 연장되어 122부작으로 변경 · 확정됨.